# Hollaback!

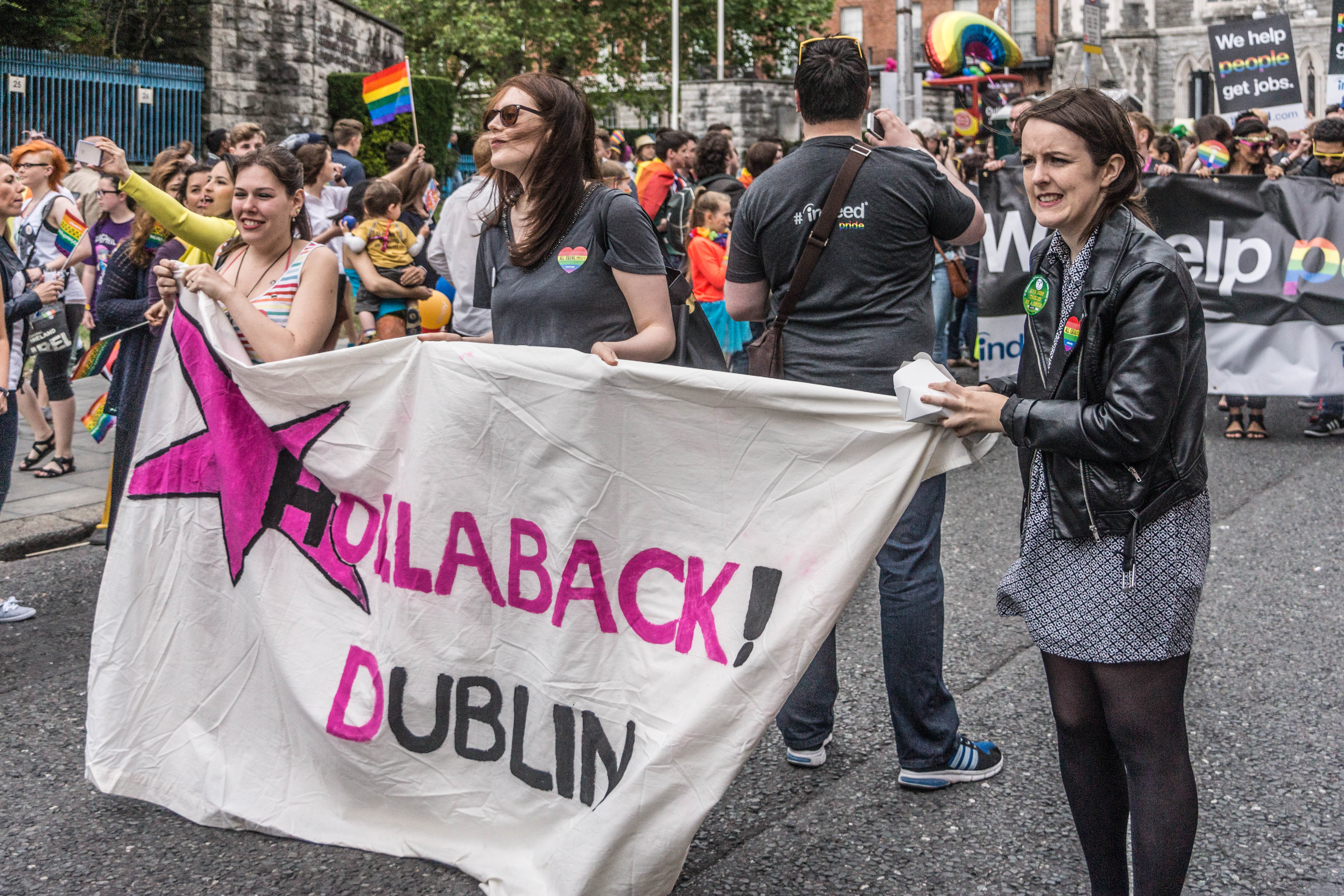
Igualdad e inclusión

Hollaback! es una iniciativa de fotolog y de fundamento para crear conciencia y combatir el acoso callejero mediante la publicación fotos y testimonios de encuentros individuales con los atacantes. Hollaback! está dirigido por activistas locales en 79 ciudades, 26 países y opera en 14 idiomas.
En mayo de 2010, su cofundadora, Emily May, pasó a serla primera directora ejecutiva a tiempo completo de Hollaback! La organización ha logrado recaudar cerca de U$S 15000 en la plataforma de recaudación de fondos Kickstarter, para financiar el desarrollo y la liberación de la aplicación para iPhone de Hollaback!. Desde entonces, la organización ha recibido fondos de la Fundación de Mujeres de Nueva York, la Fundación Ms., Voqal, la Fundación Knight, Ashoka, y el Gobierno de la Ciudad de Nueva York.

## Historia
Siete residentes de la Ciudad de Nueva York, cuatro mujeres y tres hombres, fundaron la organización en 2005, luego de una hecho muy publicitado de acoso callejero que los llevó a hablar de sus propios testimonios. Thao Nguyen subió una foto que había tomado del hombre que se había masturbado intencionalmente frente a ella en el metro. ear Daily News, e inspiró a los siete residentes de la Ciudad de Nueva York para aplicar este mismo método para todas las formas de acoso en la calle. ncias con el acoso en la calle, experiencias que fueron sorprendentes para los hombres del grupo porque nunca tuvieron que lidiar con un acoso de ese tipo. acoso de la calle, un problema que afecta a diario a mujeres, niñas y personas LGBTQ.
Hollaback! para crear conciencia sobre el acoso callejero, incluyendo proyecciones de películas, conferencias, demostraciones y charlas sobre libros.
 York celebró la primera audiencia sobre acoso en la calle. El concejal Julissa Ferreras, quien preside el Comité de Asuntos de la Mujer ( Women’s Issues Committee), llamó a la audiencia con el fin de subrayar la importancia de unir fuerzas con el fin de tomar medidas específicamente en la ciudad de Nueva York. Cada panelista recomendó tres pasos hacia la eliminación de este tipo de acoso:
1. Un estudio en toda la ciudad, centrándose en el impacto de acoso y niñas de la calle;
2. una campaña de información pública en toda la ciudad que educa a todos los géneros y edades que el acoso es inaceptable es el segundo punto de la acción propuesta; y
3. el establecimiento de "zonas libre de acoso" en las escuelas con el fin de crear conciencia y apoyo del movimiento.[7] las mujeres a hablar en contra de acoso en la calle.[7]

Después de esta audiencia, los legisladores de Nueva York invirtió U$S 28500 Hollaback!. esaria para informar acosos callejeros al Consejo de la Ciudad de Nueva York, a través de su plataforma "Councilstat."
A partir de agosto de 2012, múltiples ramas del blog de Hollaback! existen en otras ciudades de Estados Unidos, incluyendo Atlanta, Baltimore, Berkeley, Houston, Des Moines, Chicago, Columbia, Filadelfia y Portland.
En 2013, la sucursal de Londres participó en el Proyecto Guardián, una iniciativa de la policía para reducir el acoso sexual en el transporte público, incluyendo la asistencia en la formación de los agentes de policía para responder a las denuncias de agresiones sexuales.

## Desarrollo de liderazgo internacional
En enero de 2011, Hollaback! A partir de octubre de 2014, la organización tiene sitios en 79 ciudades en 26 países.
Antes de lanzar un nuevo sitio, los líderes del sitio son primero entrenados por empleados de Hollaback! r su propio blog. Los futuros líderes del sitio se les da la oportunidad de interactuar unos con otros y con el equipo de Hollaback! a comunidad y medios de comunicación. Incluso después de que los líderes de cada sitio lanzan con éxito su propia rama de la organización, siguen siendo participantes activos de la comunidad Hollaback! Las diversas ramas trabajan en conjunto para desarrollar aún más la organización, traducir el sitio de Hollaback! ual en temas que van desde los blogs sobre la cultura de la violación hasta la realización de eventos.

## CampañaYo te cubropara transeúntes
Hollaback! t, para dar a la gente estrategias para intervenir cuando ven un acoso callejero. gredidas en los espacios públicos, mientras los transeúntes observan. A través de la campaña Yo te cubro, Hollaback! en la calle cuando son testigos de estos hechos. de los demás, y él o ella pueden ser menos propensos a sufrir aún más.

## Iniciativa en universidades
La 'iniciativa en Universidades' es una campaña que tiene como objetivo acabar con el acoso sexual en los campus universitarios. Para ello, Hollaback! dará a los estudiantes los medios para presentar sus experiencias de acoso a través de las aplicaciones gratuitas para iPhone y Android, así como su sitio web Hollaback! específico para su campus, que unirá a un sistema de mapas que permitirá a Hollaback! Hollaback! acoso al personal de la institución y directivos.
Cuando las víctimas de acoso comparten sus experiencias en el sitio web de Hollaback! y búsqueda de cambio. La "Iniciativa en universidades", como la misión inicial de Hollaback! :"creará una respuesta segura y orientada a la acción contra el hostigamiento y acoso en el campus. Mediante el uso de datos para establecer la causa contra el acoso en campus, Los esfuerzos sociales de Hollaback! la política de la universidad y una reducción en el acoso sexual contra estudiantes."